# Міха Компан Брезнік
Міха Компан Брезнік (словен. Miha Kompan Breznik, нар. 5 жовтня 2003, Марибор) — словенський футболіст, лівий захисник клубу «Спартак» (Трнава).

## Клубна кар'єра
Вихованець клубу «Олімпія» (Любляна), у складі якого 2021 року і дебютував на дорослому рівні, зігравши 4 гри у вищому словенському дивізіоні. Згодом також на батьківщині виступав за вищолігові клуби «Мура» та |«Табор» (Сежана).
У червні 2023 року Брезник приєднався до словацького клубу «Спартак» (Трнава), підписавши трирічний контракт.